# 帕苏-迪索萨
帕苏-迪索萨是葡萄牙波尔图区的一个堂区。总面积8.35平方公里，总人口3998人，人口密度478.8人/平方公里。